# Modern Times (album av Bob Dylan)
Modern Times är Bob Dylans 32:a studioalbum, utgivet den 29 augusti 2006. Albumet utgavs både som en vanlig cd och i en utgåva innehållande en bonus-dvd.
Albumet spelades in med Dylans turnéband, bestående av basisten Tony Garnier, trumslagaren George G Receli, gitarristerna Stu Kimball och Denny Freeman samt multi-instrumentalisten Donnie Herron. Dylan, som spelade piano, gitarr och munspel, producerade även albumet under pseudonymen "Jack Frost". 
Modern Times fick, liksom Dylans två tidigare studioalbum, bra kritik av de flesta musikrecensenter och kom att bli Dylans första etta på försäljningslistan i USA sedan Desire från 1976. Albumet blev även listetta i Australien, Danmark, Nya Zeeland, Norge och Schweiz. I Storbritannien blev det trea på listan.
Låtarna på albumet anges alla vara skrivna av Bob Dylan vilket ledde till viss kritik då flera av dem är baserade på äldre låtar, främst gamla bluesklassiker, utan att dessa influenser anges. Detta är i sig ingenting nytt för Dylan då han under sin tidiga karriär ofta lånade från äldre folksånger. Inom folkmusiken är det heller inte ovanligt att gamla sånger omarbetas till nya.

## Låtlista
Alla låtarna skrivna av Bob Dylan förutom "Rollin' and Tumblin'", skriven av Muddy Waters.
1. "Thunder on the Mountain" - 5:55
2. "Spirit on the Water" - 7:42
3. "Rollin' and Tumblin'" - 6:01
4. "When the Deal Goes Down" - 5:04
5. "Someday Baby" - 4:55
6. "Workingman's Blues #2" - 6:07
7. "Beyond the Horizon" - 5:36
8. "Nettie Moore" - 6:52
9. "The Levee's Gonna Break" - 5:43
10. "Ain't Talkin'" - 8:48